# 馮嘉會
馮嘉會（1564年—1627年），字文亨，号禮亭、履亭，直隶河间府河间县連城村人，明朝政治人物。

## 生平
十月初五日生，治易经。萬曆十六年（1588年）戊子科順天鄉試第二十五名舉人，萬曆二十三年（1595年）乙未科會試第一百八十二名，廷試三甲第一百九十五名进士，工部觀政，二十四年八月授山東冠县知县，二十七年丁憂，服闋，復除陕西华阴县知县，三十三年行取，三十六年八月擢授山西道監察御史，巡视中城，三十七年巡视南城。三十八年奉命巡按山東，奏劾东昌府通判柯时遇侵欺税银千馀两，追赃遣戍。疏请终养歸，四十七年復除山西道御史，巡视京营，四十七年八月升太仆寺少卿。
熹宗即位，天启元年改任大理寺右少卿，同年十二月升都察院右佥都御史、巡抚河南兼督军务。二年加右副都御史，蔭子映鸾入國子監读书。四年改宣大总督，六年入为兵部左侍郎兼都察院右佥都御史协理京营戎政，疏陈戎政要务八条，尋加兵部尚书，加升太子太保，再加太子太傅。七年三月，以滇南大捷，加太子太师，尋卒，赠少师，謚曰忠襄。崇祯时定为阉党“逆案”成员。

## 家族
曾祖馮能。祖馮太寧。父馮子宜，庠生。母黄氏。具慶下。弟嘉谋、嘉兆、嘉士（庠生）。子起龍、應龍、見龍。